# Бабариківка
Бабариківка — колишнє село в Балаклійському районі Харківської області.
Село постраждало внаслідок геноциду українського народу, проведеного урядом СССР в 1932—1933 роках, кількість встановлених жертв у Бабариківці, Пазіївці, Слабунівці, Макарівці, Крючках, Теплянці Першій, Теплянці Другій, Жуваківці, Нуровому, Якимівці, Сухому Яру, Чорнобаївці — 479 людей.
Час зникнення села невідомий.

## Також
- Перелік населених пунктів, що постраждали від Голодомору 1932-1933, Харківська область